# Trattato di Tordesillas

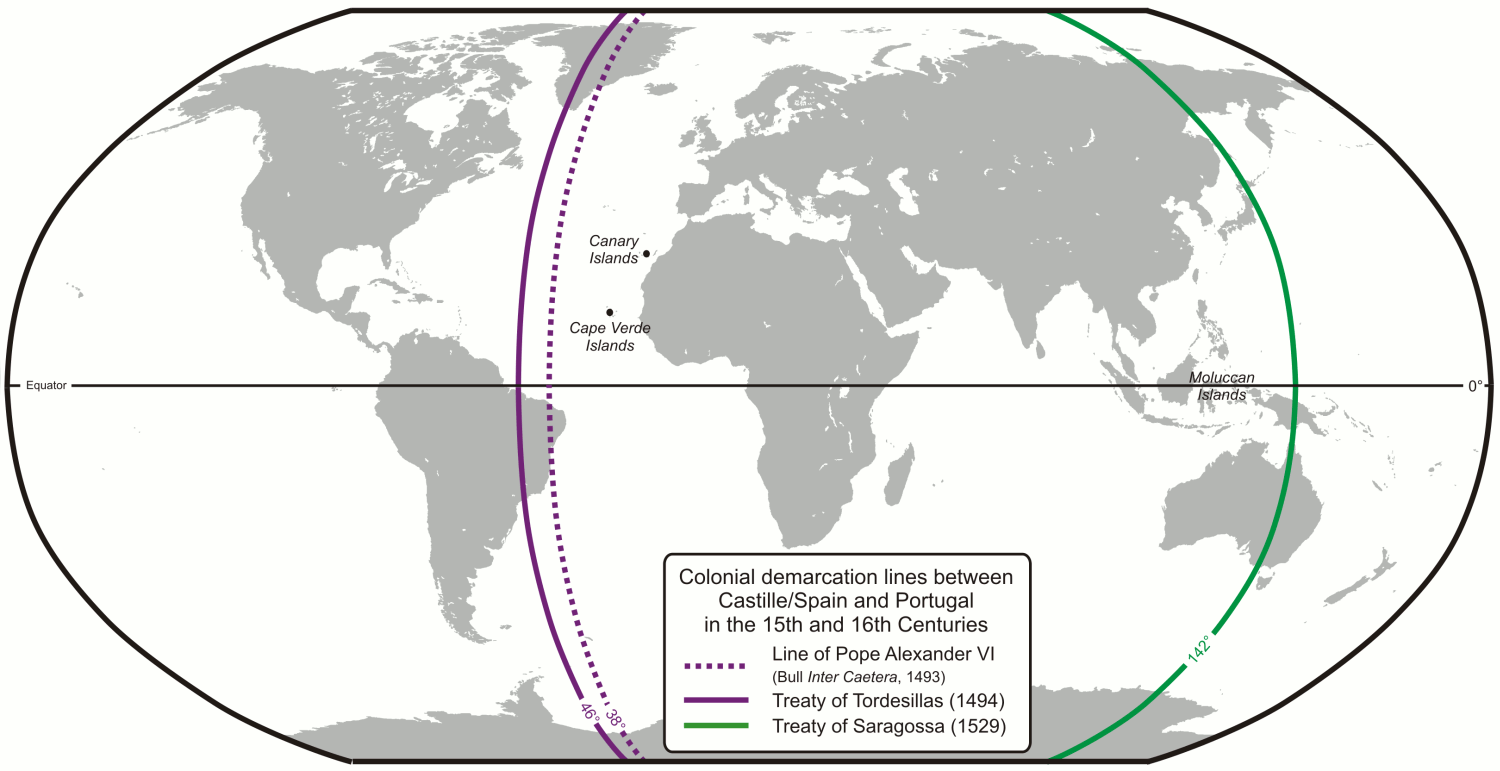
Suddivisione del mondo tra Castiglia e Portogallo

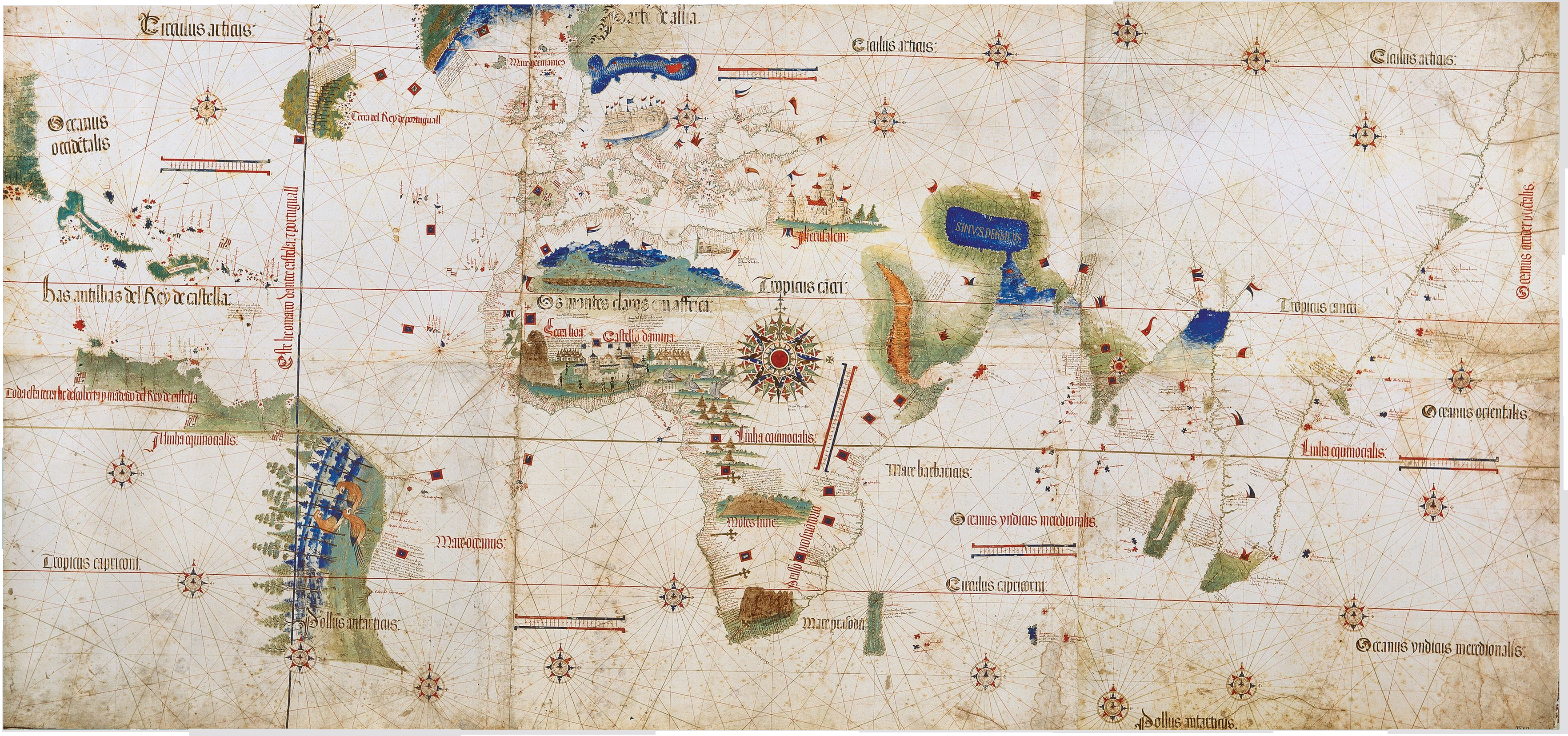
Planisfero di Cantino con il meridiano di Tordesillas

Il Trattato di Tordesillas (in portoghese Tratado de Tordesilhas, /tɾɐˈtaðu ðɨ tuɾðɨˈziʎɐʃ/; in spagnolo Tratado de Tordesillas, /tɾaˈtaðo ðe toɾðeˈsiʎas/) venne firmato a Tordesillas, in Castiglia, il 7 giugno 1494. Il trattato divise il mondo al di fuori dell'Europa in un duopolio esclusivo tra l'Impero spagnolo e l'Impero portoghese lungo il meridiano nord-sud, 370 leghe (1 770 km) a ovest delle Isole di Capo Verde (al largo della costa del Senegal, nell'Africa occidentale), corrispondenti approssimativamente a 46° 37' O (questo meridiano veniva chiamato raya). Le terre a est di questa linea sarebbero appartenute al Portogallo e quelle a ovest alla Spagna. Il trattato venne ratificato dalla Spagna il 2 luglio, e dal Portogallo il 5 settembre 1494.
Gli originali di entrambi i trattati sono conservati presso l'Archivo General de Indias a Siviglia in Spagna e presso l'Archivio nazionale Torre do Tombo a Lisbona in Portogallo.. Nel 2007 l'UNESCO ha inserito il testo del Trattato nell'Elenco delle Memorie del mondo.

## Antefatti
Il trattato era inteso a risolvere la disputa che s'era creata dopo le scoperte di Cristoforo Colombo. Nel 1481 la bolla papale Aeterni regis di Sisto IV aveva garantito tutte le terre a sud delle Isole Canarie al Portogallo. Nel maggio 1493 papa Alessandro VI, spagnolo di nascita, decretò nella bolla Inter Caetera II che tutte le terre a ovest di un meridiano a sole 100 leghe dalle Isole di Capo Verde appartenessero alla Spagna, mentre le nuove terre scoperte a est di quella linea sarebbero appartenute al Portogallo, anche se i territori già sotto il dominio cristiano sarebbero rimasti intatti. Naturalmente re Giovanni II del Portogallo non ne fu felice, e aprì dei negoziati col re Ferdinando II d'Aragona e la regina Isabella di Castiglia per spostare la linea più a ovest, sostenendo che il meridiano si sarebbe esteso attorno a tutto il globo, limitando il controllo spagnolo in Asia.

## Il trattato

Pretese della Spagna (rosso e rosa) e del Portogallo (blu e azzurro)

Il trattato sarebbe effettivamente andato contro la bolla di Alessandro VI, ma venne sancito da papa Giulio II con una nuova bolla Ea quae pro bono pacis del 24 gennaio 1506. Il meridiano venne così comunemente indicato dai portoghesi come raia (che nella loro lingua significa "confine") e, per similitudine, dagli spagnoli come raya (che ha il significato maggiormente descrittivo di "riga", intesa come scriminatura dei capelli).
Una parte molto ridotta dell'area appena spartita era già stata visitata, e venne spartita in base al trattato. La Spagna guadagnò territori comprendenti tutte le Americhe. La parte più orientale dell'odierno Brasile, quando venne scoperta nel 1500 da Pedro Álvares Cabral, venne garantita al Portogallo. Anche se la linea si estendeva in Asia, all'epoca misurazioni accurate della longitudine erano impossibili e così sorse l'incertezza. La linea non venne fatta rispettare rigorosamente e gli spagnoli non riuscirono a impedire l'espansione in America del Portogallo verso ovest oltre il meridiano. Nel 1750 il trattato di Madrid certificò il trasferimento di gran parte del bacino dell'Amazzonia sotto il dominio portoghese.
Alle restanti nazioni europee che conducevano esplorazioni, come Francia, Inghilterra e Paesi Bassi venne esplicitamente negato l'accesso alle nuove terre, lasciando loro unicamente opzioni come la pirateria, fino a quando (come fecero in seguito al loro avvicinarsi al protestantesimo) non rigettarono l'autorità papale sulla divisione delle terre non ancora scoperte. Il punto di vista assunto dai governanti di queste nazioni viene incarnato dalla citazione attribuita a Francesco I di Francia, che chiese sarcasticamente che gli venisse mostrata la "clausola nel testamento di Adamo" che escludeva la sua autorità sul Nuovo Mondo.
Con il viaggio attorno al globo di Magellano sorse una nuova disputa. Anche se entrambe le nazioni concordavano che la linea doveva correre lungo tutto il globo, dividendo il mondo in due metà uguali, non era chiaro dove questa dovesse essere tracciata dall'altra parte del mondo. In particolare, entrambe le nazioni sostenevano che le Molucche (importanti come fonti di spezie) si trovassero nella loro metà del mondo. Dopo nuove negoziazioni, il Trattato di Saragozza del 22 aprile 1529 decise che la linea doveva passare a 297,5 leghe a est delle Molucche, facendole spettare al Portogallo. La Spagna ricevette in cambio un risarcimento monetario.